# Божко Марія Павлівна
Марія Павлівна Божкó (14 жовтня 1896 — 20 лютого 1986) — український ентомолог, фахівець у галузі афідології, доктор біологічних наук, професор Харківського національного університету імені В. Н. Каразіна.

## Життєпис
М. П. Божко закінчила Харківський інститут народної освіти (1928). Працювала (з 1930 року) у секторі екології та фауністики науково-дослідного зоолого–біологічного інституту при Харківському державному університеті. Доктор біологічних наук, (1962), професор (1964).

## Наукова діяльність
М. П. Божко брала участь у численних експедиціях по вивченню фауни України. Основні наукові дослідження здійснила у галузі афідології, тобто вивченні попелиць. Нею встановлені видовий склад і життєві цикли, цих комах у фауні України, описано як нові для науки таксони ж попелиць з теренів України, Молдови, Північного Кавказу. Зібрана нею фундаментальна колекція попелиць (близько 1000 видів) за бажанням вченого зберігається у Державному музеї природи Харківського національного університету ім. В. Н. Каразіна.

## Основні наукові праці
- Фауна тлей (Aphidiidae) Владимировской лесоопытной станции Николаевской области // Тр. н.-и. ин-та биол./Харьков, ун-т, 1953, 18, с. 135—148.
- Фауна тлей (Aphidiidae) Хомутовской степи Сталинской области // Тр. н.-и. ин-та биол./Харьков, ун-т, 1953, 18, с. 149—162.
- Фауна тлей (Aphidiidae) луговой Михайловской степи Сумской области // Тр. н.-и. ин-та биол./Харьков, ун-т, 1953, 18, с. 163—170.
- Фауна тлей (Aphidiidae) Стрелецкой степи Ворошиловградской области // Тр. н.-и. ин-та биол./Харьков, ун-т, 1953, 18, с. 179—194.
- Тли (Aphididoidea). — В кн.: Животный мир СССР, т. 3. — М.: изд-во АН СССР, 1950.
- Новый род и новые виды тлей (Aphidoidea) с юга Украины, Молдавии и Предкавказья. — В. кн. Труды Всесоюзного энтомологического общества. Т. 48. М.-Л.: изд-во АН СССР, 1961.
- Фауна попелиць Гірського Криму та гірсько-лісового поясу Західного Кавказу. — В кн.. Проблеми ентомології на Україні. К.: вид-во АН УРСР, 1959.
- Тли кормовых растений. — Харьков: Выща школа, 1986. — 133 с.

Повний перелік наукових праць М. П. Божко див..